# Aşıklı Höyük
Koordinaten: 38° 20′ 57″ N, 34° 13′ 47″ O

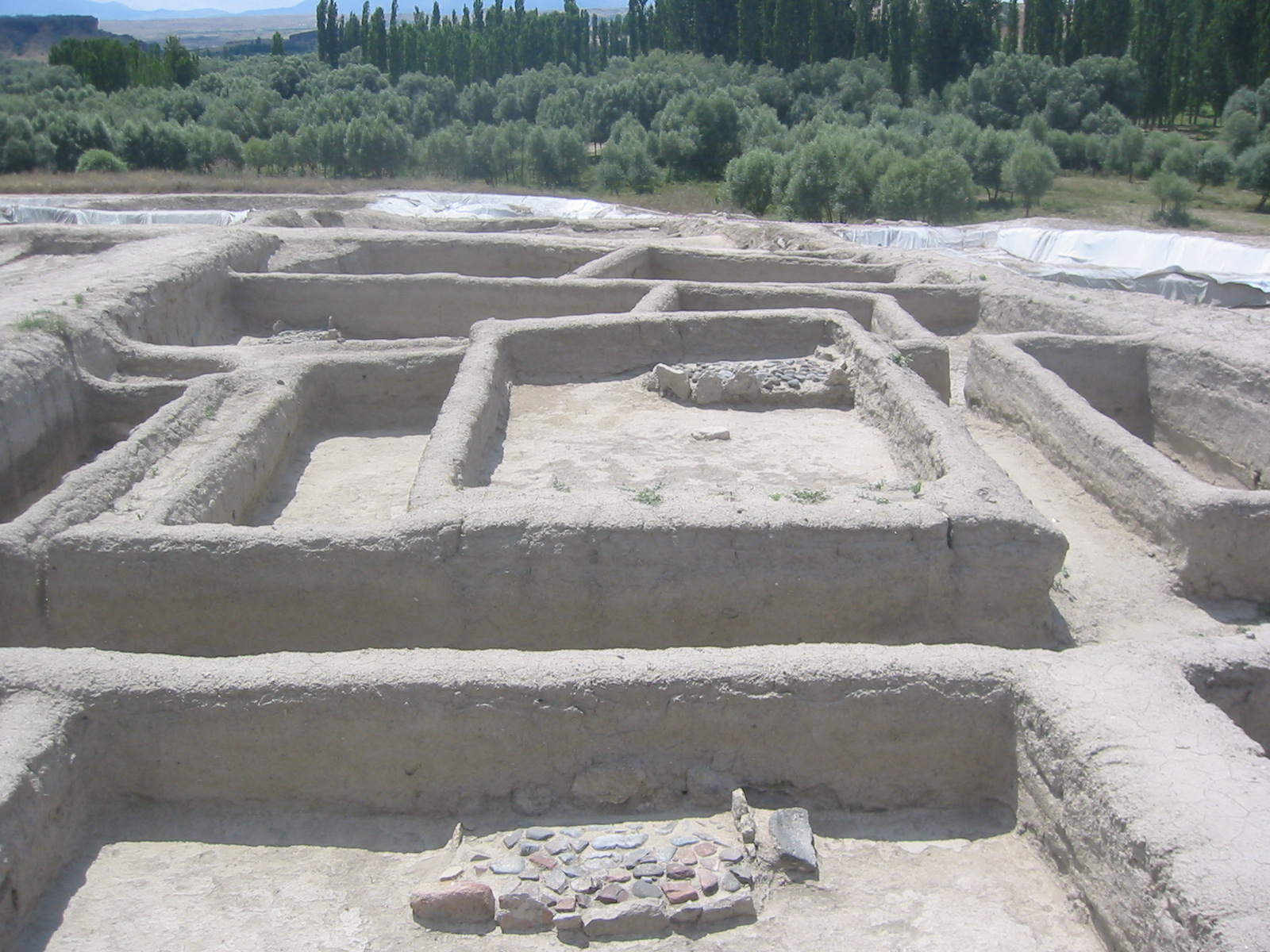
Architekturreste in Aşıklı Höyük

Der Aşıklı Höyük ist ein Tell des akeramischen Neolithikums im anatolischen Hochland. Er liegt auf 1100 m über dem Meeresspiegel am Ufer des Melendiz in Nähe des Dorfes Kızılkaya im Landkreis Gülağaç, etwa 25 km südöstlich von Aksaray in der gleichnamigen Provinz.
Der Tell ist etwa 230 × 240 m groß und ragt rund 15 m über die umliegende Ebene. Der Ort wurde zwischen 1989 und 2001 unter Leitung von Ian A. Todd ausgegraben, wobei vier Kulturschichten identifiziert wurden. Die älteste wurde nur angegraben und bestand aus runden Lehmgebäuden unklarer Funktion. Die darüberliegende Schicht mit insgesamt 10 Bauphasen ist hingegen umfangreich untersucht worden. Sie bestand zwischen 8.500 und 7.400 v. Chr. und ist somit älter als das berühmtere Çatal Höyük. In dieser Phase waren die Häuser dicht aneinander gebaut, wobei die Siedlung von einem teilweise gepflasterten Weg und davon abzweigenden Straßen erschlossen wurde. Ähnlich wie in Çatal Höyük müssen auch hier die Gebäude über ihr Flachdach zugänglich gewesen sein. Als Baumaterial dienten Lehmziegel, die mit farbigem Putz oder weißer Tonerde versiegelt wurden.

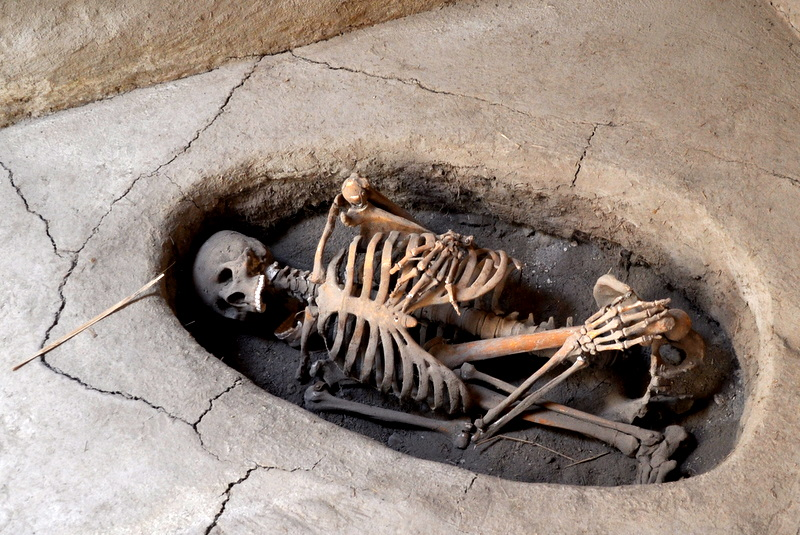
Eines der Gräber

Neben den Gebäuden kamen auf dem Aşıklı Höyük 65 Gräber zum Vorschein. Diese befanden sich unter den Fußböden der Häuser und waren mit reichen Beigaben, teilweise auch aus Kupfer, ausgestattet. Die Toten befanden sich alle in Hockerstellung und waren vermutlich in Matten eingewickelt. Bei einigen Skeletten fanden sich Reste von Ocker, andere zeigten Brandspuren.
Innerhalb des Siedlungsareals wurde auch ein Sonderbau ausgegraben, der von einer Art Kasemattenmauer umgeben war. Das Gebäude besaß einen harten Kalk-Ton-Erde-Fußboden und war in seinem Inneren mit rötlich gestrichenen Lehmbänken ausgestattet. In diesem Bau fand sich das Skelett einer Frau mit einem Kind, wobei die Frau eine Schädel-Trepanation aufwies, die sie allerdings nur wenige Tage überlebt hatte.
Die Steingeräte bestanden vor allem aus Obsidian, der aus den Lagerstätten der nahegelegenen Vulkane Kayırlı und Nenezi Dağ gewonnen wurde. Die Verarbeitung des Rohmaterials geschah auf freien Flächen innerhalb der Siedlung zwischen den Häusern.
Bei dem Fundort Musular handelt es sich vielleicht um einen Außenbezirk von Aşıklı Höyük.
Funde vom Aşıklı Höyük sind im Museum von Aksaray ausgestellt, darunter auch der trepanierte Schädel.